# 껜

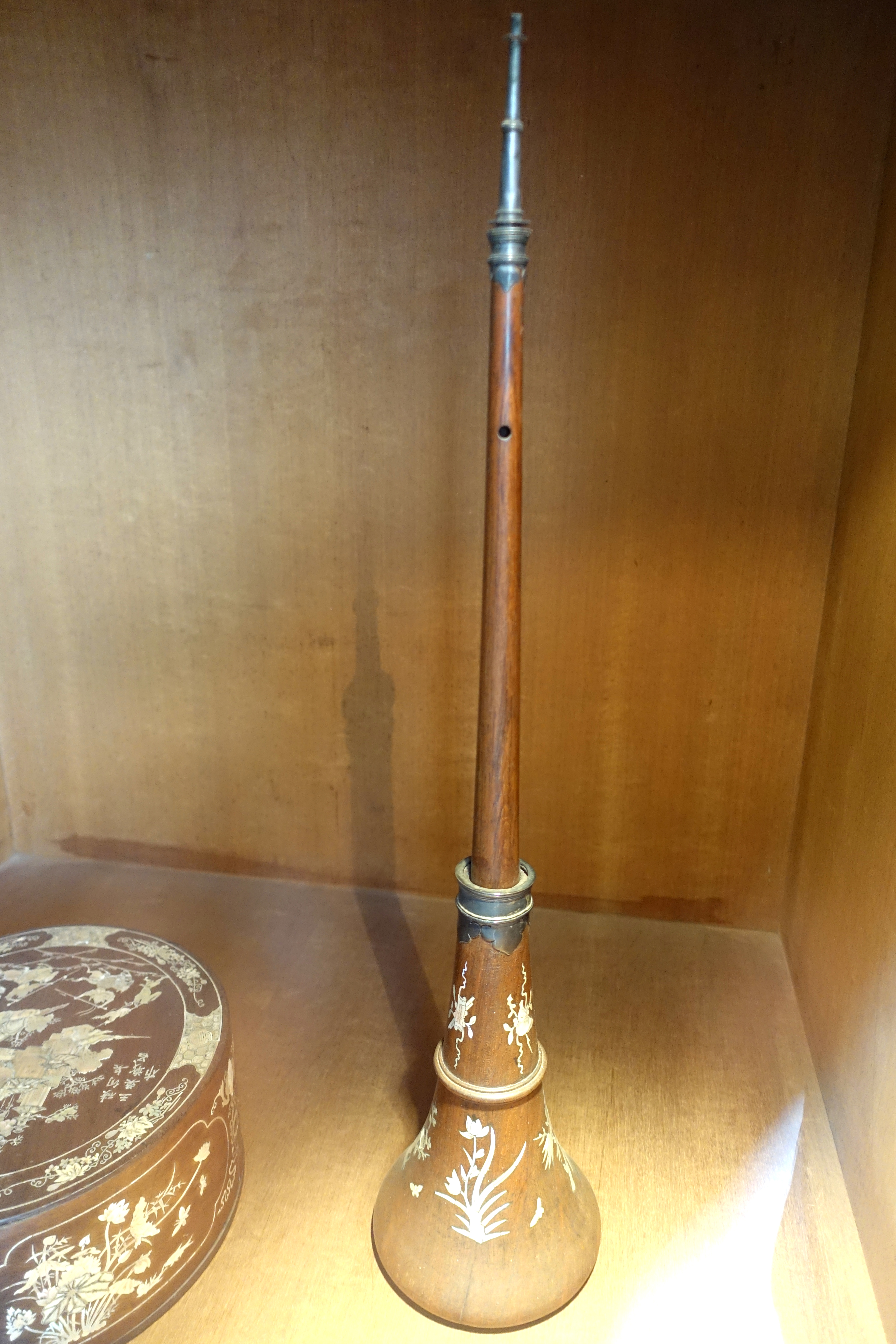
베트남 민족학 박물관에 전시된 껜

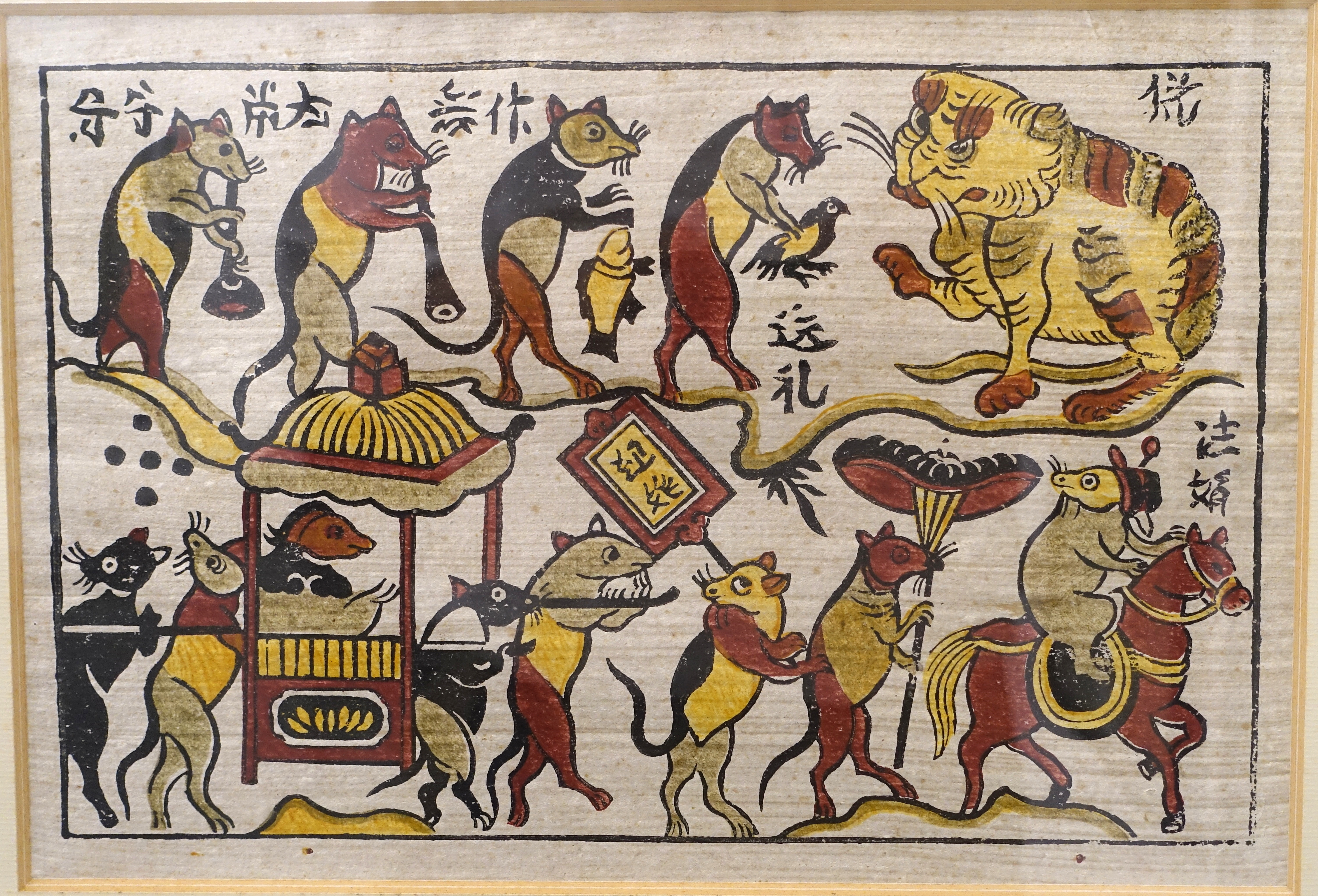
동호화 쥐의 결혼식 그림 첫째 줄 끝에 있는 두 마리의 쥐가 껜을 연주하고 있다.

껜(Kèn)은 베트남 전통 음악에서 사용되는 악기이다. 더블 리드와 원뿔형 나무 몸통을 가지고 있다. 중국의 쑤오나, 한국의 태평소, 태국의 피, 페르시아/인도의 셰나이와 유사하게 강력하고 꿰뚫는 고음의 소리를 낸다. 이 악기의 음악적 맥락은 "삐 레"라고 부르는 타이족과 "비"라고 부르는 므엉족이 연주하는 오보에와 비슷하다. "껜"이라는 이름은 비공식적으로 박통소를 지칭하는 데에도 사용된다.
가장 잘 알려진 껜 연주자는 수상 경력이 있는 음악가 응우옌 응옥 카인(1956년생)으로, 베트남에서 "껜의 카인"으로 알려진 "국보"로 인정받고 있다.

## 종류
- 껜 바우 - 박 모양으로 조각된 나무 벨이 있으며, 여러 크기가 있다.
- 껜 담 마 - 금속 벨이 있으며, 베트남 북부의 장례식에 사용된다.